# Pokémon Pikachu
Pokémon Pikachu, ook bekend als Pocket Pikachu (ポケットピカチュウ, Pokettopikachū) in Japan, is een beperkte serie van twee versies draagbare Pokémon (vergelijkbaar met Tamagotchi) met de beroemde gele Pokémon, Pikachu. Het debuteerde op 27 maart 1998 in Japan, op 2 november 1998 in Noord-Amerika, en in december 1998 in Europa. Het typenummer van Nintendo is MPG-001 en MPG-002.

## Specificaties
- Afmetingen: 62,5 mm x 49,6 mm x 28 mm
- Gewicht: 40 gram
- Beeldscherm: zwart-wit LCD-scherm, bij tweede versie in kleur
- Batterij: CR2032 batterij
- Infrarood-poort
- Clipje voor aan je broek

## Gameplay
De eerste versie, een geel apparaat dat lijkt op een Game Boy, heeft een zwart-wit LCD-scherm dat wordt gebruikt om animaties van Pikachu's activiteiten weer te geven. De gameplay verschilt enigszins van andere draagbare virtuele huisdieren in die zin dat Pikachu niet gevoed, bewaterd of verschoond hoeft te worden. In plaats daarvan kan het Pokémon Pikachu-apparaat aan een riem worden bevestigd en als stappenteller worden gebruikt. Bij elke twintig stappen die het telt, geeft de Pokémon Pikachu zijn gebruiker één watt, een virtuele valuta die wordt gebruikt om Pikachu cadeaus te kopen. Er worden extra activiteiten beschikbaar naarmate de speler meer tijd doorbrengt met zijn virtuele Pikachu. Als hij wordt verwaarloosd, zal Pikachu boosheid uiten en uiteindelijk weigeren de speler te herkennen.
De tweede versie, Pokémon Pikachu 2 GS, ook bekend als Pocket Pikachu Color, is verkrijgbaar in een transparante en zilveren behuizing met een kleurenscherm met meer animaties. Het heeft een infrarood-poort voor interactie met Pokémon Gold, Silver en Crystal via de Mystery Gift optie, die gebruikmaakt van de Game Boy Color's ingebouwde infrarood-communicatiepoort. Dit stelt spelers in staat om watts te ruilen voor voorwerpen in de Game Boy-spellen. Hoewel er een beperking is op hoe vaak de Mystery Gift-modus kan worden gebruikt tussen Game Boy-cartridges, is de enige limiet van Pokémon Pikachu die van beschikbare watts (en het is regio-gebonden). Watts kunnen ook worden verzonden naar andere Pokémon Pikachu 2-eenheden.

## Andere modellen
Pokémon en zijn personage Pikachu zijn niet de enige mediafranchises die worden gebruikt door dit door Nintendo gemaakte apparaat. Sakura Taisen, een mediafranchise van SEGA en in licentie gegeven door RED Entertainment bracht een virtueel huisdier met stappenteller uit, in dezelfde stijl als de Pokémon Pikachu 2 GS, genaamd Pocket Sakura (ポケットサクラ) en Sakura Taisen GB, ontwikkeld door Jupiter. Sega kon geen van beide uitbrengen, vanwege hun rivaliteit met Nintendo.

## Pokéwalker
In 2009 kwam er een apparaat dat vergelijkbaar is met de Pokémon Pikachu, genaamd de Pokéwalker, verpakt met Pokémon HeartGold en SoulSilver, dat rechtstreeks communiceert met de Nintendo DS-gamekaarten via infrarood. Het stelde de speler in staat om één Pokémon tegelijk over te zetten van hun "HeartGold" of "SoulSilver". De gebruiker kan Pokémon vangen en voorwerpen vinden door watts uit te geven.